# Pono
Pono eller puno (pʊnɒ) är en form av plättar gjorda med filmjölk i stället för vanlig mjölk, och bikarbonat som gör att den med matsked utklickade degen växer till bullar i stepannan. Maträtten var vanlig förr, främst i Österbotten i Finland. Ursprunget är okänt, men en variant av pono som kallas glödhoppor av finlandssvenskarna påminner de plättar som framför allt polacker som emigrerade till USA i början av 1900-talet brukade göra till frukost eller lunch. Gruvarbetarna i Juneau i Alaska, som kom från många olika länder, lärde sig om olika maträtter av varandra, särskilt sådana som man enkelt kunde ta med sig och äta utan bestick nere i gruvorna. Finländarna, som redan hade många maträtter baserade på mjölkprodukter, kan ha tillhört de mest benägna att plocka upp östeuropeiska recept på plättar. Många finländare stannade inte i USA, utan återvände, efter att ha sparat ihop tillräckligt med pengar till investeringar och markförvärv, till sina hemman i Finland. Spridningsvägen av maträtten antas i detta fall vara Polen – USA – Finland.
Vad ordet har för betydelse och härkomst är oklart. Vare sig på finska, polska, engelska eller svenska finns något ord som har med maträtter att göra och som heter eller innehåller namnet/bokstavskombinationen "pono" eller "puno". En ledtråd kan vara hur dessa "glödhoppor" först tillagades, nämligen direkt på röd glöd, varvid de sprätte till när de hastigt svällde upp av bikarbonatet. Röd glöd på finska heter  punainen hiillos.